# Servqual
Servqual (Kunstwort aus Service und Qualität) ist ein standardisiertes Verfahren zur Messung der Qualität von Dienstleistungen und der daraus folgenden Kundenzufriedenheit. Entwickelt wurde das Verfahren in den 1980er Jahren von Parasuraman, Valarie Zeithaml und Berry (daher auch: PZB-Modell). Der Ansatz gehört zu den meistzitierten und in der Praxis meistbenutzten Verfahren zur Messung der Dienstleistungsqualität.
Innerhalb der kundenbezogenen Dienstleistungsqualitätsforschung lässt sich das Verfahren als zufriedenheitsorientierter multiattributiver Einkomponentenansatz charakterisieren. Auf der Grundlage des C/D-Paradigmas erfolgt die Bewertung der Dienstleistungsqualität dabei durch den Vergleich zwischen erwarteter und wahrgenommener Leistung.
Das Verfahren (auch: RATER-System) basiert auf 5 Dimensionen:
- Reliability → korrekte und verlässliche Ausführung des Dienstes
- Assurance → Höflichkeit, Kompetenz, sicheres Auftreten
- Tangibles → äußeres Erscheinungsbild (Präsentationsform, Kleidung)
- Empathy → Einfühlungsvermögen der Mitarbeiter
- Responsiveness → Kundenfreundlichkeit (schnell und aktiv auf Kunden reagieren)

Die einzelnen Dimensionen werden durch einen Fragebogen mit 44 Einzelfragen bewertet, welche auf den zu messenden Service abgestimmt werden müssen. 22 Fragen dienen der Erfassung der Wahrnehmungskomponente, die restlichen der Erfassung der Erwartungskomponente. Dabei wird eine siebenstufige Likert-Skala benutzt. Die Ausprägungen reichen von „stimme völlig zu“ (7) bis „lehne ich völlig ab“ (1). Der sich in den Antworten auf den Fragebogen ergebende Unterschied des Vergleiches zeigt dem Dienstleister wie groß die Differenz zwischen den Erwartungen des Kunden („so sollte es sein“) und der tatsächlich erlebten Leistung („so ist es“) ausfällt.

## Kritik
Die hinter Servqual stehende Methodik ist umstritten. Die Autoren entwickelten Servqual aufgrund der Vorschläge Churchills zum Vorgehen zur Entwicklung von Messkonzepten für Marketingkonstrukte. Die nachträgliche Erfassung von Erwartungen führt zu einer Anspruchsinflation der Befragten, d. h. Kunden interpretieren die Erwartungsfragen „so sollte es sein“ jeweils unterschiedlich, z. B. als Mindestniveau oder ideales Wunschniveau. Dabei werden die Ansprüche der Kunden an die Leistung des Dienstleisters tendenziell zu hoch angesetzt, potentiell auf einem Niveau, das realistisch betrachtet nicht erfüllbar ist.
Aufgrund der beschriebenen Kritik an der Erwartung-Wahrnehmungsmessung wurde der Servperf-Ansatz entwickelt, der die Kundenerwartungen nicht beachtet.
Da Servqual bei Non-Profit-Organisationen nicht anwendbar ist, wurde speziell dafür das ARCHSECRET-Modell zur Messung der Dienstleistungsqualität entwickelt. Dieses neue Messverfahren sollte ein Mehr-Indikatoren-System zur Messung der Dienstleistungsqualität von NPOs werden. Es basiert auf dem Servqual-Modell.